# Епархия Паранаваи
Епархия Паранаваи (лат. Dioecesis Paranavaiensis) — епархия Римско-католической церкви c центром в городе Паранаваи, Бразилия. Епархия Паранаваи входит в митрополию Маринги. Кафедральным собором епархии Паранаваи является собор Пресвятой Девы Марии.

## История
20 января 1968 года Римский папа Павел VI выпустил буллу Nil gratius, которой учредил епархию Паранаваи, выделив её из епархии Маринги (сегодня — Архиепархия Маринги).
31 октября 1970 года епархия Паранаваи вошла в митрополию Лондрины.
16 октября 1979 года епархия Паранаваи вошла в митрополию Маринги.

## Ординарии епархии
- епископ Benjamin de Souza Gomes (11.03.1968 — 12.10.1985);
- епископ Rubens Augusto de Souza Espínola (12.10.1985 — 3.12.2003);
- епископ Sérgio Aparecido Colombo (3.12.2003 — 16.09.2009) — назначен епископом епархия Браганса-Паулисты;
- епископ Geremias Steinmetz (5.01.2011 — по настоящее время).

## Источник
- Annuario Pontificio, Ватикан, 2007